# Now Dub
Now Dub – czternasty album studyjny Black Uhuru, jamajskiej grupy muzycznej wykonującej roots reggae.
Płyta została wydana w roku 1990 przez amerykańską wytwórnię Mesa / Bluemoon Recordings. Znalazły się na niej zdubowane wersje piosenek z poprzedniego albumu zespołu, Now. Miksu utworów dokonano w The Mixing Lab Studio w Kingston. Produkcją krążka zajął się Terry Rindal we współpracy z Tonym „Asha” Brissettem.
6 października 1990 roku album osiągnął 8. miejsce w cotygodniowym zestawieniu najlepszych albumów world music magazynu Billboard (ogółem był notowany na liście przez 6 tygodni).

## Lista utworów
1. „Reggae Rock"
2. „Hey Joe"
3. „Peace & Love"
4. „Take Heed"
5. „The Heathen"
6. „Thinking About You"
7. „Freedom Fighter"
8. „Army Band"
9. „Imposter"
10. „Word Sound"